# Ямада, Такуя
Такуя Ямада (яп. 山田 卓也 Ямада Такуя, род. 24 августа 1974, Токио) — японский футболист.

## Карьера
Ямада начал свою профессиональную карьеру в 1997 году в клубе «Верди Кавасаки». 2002 году, на следующий сезон после переезда клуба в Токио, Ямада стал капитаном команды. В общей сложности за 9 лет выступлений в составе клуба он сыграл почти в 300 матчах.
Перед началом сезона 2006 года Ямада перешёл в клуб «Сересо Осака».
В декабре 2006 года, после ухода из «Осаки», Ямада ездил на просмотр в австралийский клуб «Аделаида Юнайтед», но из-за сложностей с получением рабочей визы договор с ним подписан не был. По возвращении на родину он подписал контракт с клубом «Иокогама», для которого сезон 2007 был дебютным в первой Джей-лиге. В следующем сезоне Ямада был выбран капитаном команды, игравшей уже во второй Джей-лиге.
Сезон 2009 он провёл в другой команде второго дивизиона — «Саган Тосу».
В начале 2010 года Ямада стал игроком клуба Североамериканской футбольной лиги «Тампа-Бэй». В 2012 году он помог клубу, переименованному перед началом сезона в «Тампа-Бэй Раудис», выиграть титул чемпионов лиги. В «Тампе» Ямада находился в течение 5 лет, до конца 2014 года.
С 2015 года Ямада выступал в клубах японских низших лиг.

## Национальная сборная
С 2003 по 2004 год сыграл за национальную сборную Японии 4 матчей. Также участвовал в Кубке Азии по футболу 2004 года.

## Статистика за сборную
| Сборная Японии | Сборная Японии | Сборная Японии |
| Год            | Матчи          | Голы           |
| -------------- | -------------- | -------------- |
| 2003           | 1              | 0              |
| 2004           | 3              | 0              |
| Итого          | 4              | 0              |

## Достижения

### Сборная
Япония
- Кубка Азии: 2004

### Командные
Токио Верди
- Кубок Императора: 2004